# Balfour (Dakota del Nord)
Balfour è un centro abitato (city) degli Stati Uniti d'America, situato nella Contea di McHenry, nello Stato del Dakota del Nord. Nel censimento del 2000 la popolazione era di 20 abitanti. La città è stata fondata nel 1899. Appartiene all'area micropolitana di Minot.

## Geografia fisica
Secondo i rilevamenti dell'United States Census Bureau, la località di Balfour si estende su una superficie di 1,3 km², tutti occupati da terre.

## Popolazione
Secondo il censimento del 2000, a Balfour vivevano 20 persone, ed erano presenti 6 gruppi familiari. La densità di popolazione era di 16 ab./km². Nel territorio comunale si trovavano 21 unità edificate. Per quanto riguarda la composizione etnica degli abitanti, il 100% era bianco. La popolazione di ogni razza ispanica corrispondeva al 5,00% degli abitanti.
Per quanto riguarda la suddivisione della popolazione in fasce d'età, lo 0% era al di sotto dei 18, il 5,0% fra i 18 e i 24, il 25,0% fra i 25 ed i 44, il 45,0% fra i 45 e i 64, mentre infine il 25,0% era al di sopra dei 65 anni di età. L'età media della popolazione era di 54 anni. Per ogni 100 donne residenti vivevano 122,2 maschi.